# Produktlivscyklus
 For alternative betydninger, se PLC.
Produktlivscyklus (ofte forkortet PLC fra engelsk Product Life Cycle) er en teorisk afsætnings-/management-analysemodel, som beskriver og afklarer et produkts livsforløb. Produkt skal forstås som et samlet begreb for behov, produktgruppe og mærker.
Den model skal give virksomhederne mulighed for at tilrettelægge en længerevarende strategi, der overvejer, hvilken fase produktet er eller kommer i, f.eks at parametermixet og markedføringsmålene passer med produktets fase.
Det giver også mulighed for at forudse eller forstå en eventuel nedgang(-sfase), så der kan træffes beslutning om hvilke tiltag, der skal til for at undgå sådan situation; eksempelvis ved at lancere et nyt produkt eller rebrande.

## Historie
Den første formelle anvendelse af PLC indenfor økonomi var af Raymond B. Prescott i hans bogen med titlen Law of growth in forecasting demand fra 1922, der introducerede PLC som et værktøj til at analyse efterspørgsel på produktionsniveau.
I 1950 introducerede Joel Dean PLC-konceptet i management-litteratur med formål at etablere et værktøj til at prissætte en vare.
Basickoncept er siden blevet udviklet af bl.a Theodore Levitt (1965), Frank M. Bass (1969) og George S. Day (1981)
Mange anser dog Everett Roger som skaberen af "fase-modellen" med hans bog Diffusion of Innovations fra 1962. hvori han syntetiserede forskning fra over 508 diffusionsundersøgelser. Her udvikler han Doi-modellen, der har nogle af de samme grundtræk som PLC-modellen.

## Faser
PLC-modellen beskriver 4 faser som alle produkter uanset levetid gå igennem, men nogle modellerne vise dog en mætnings-fase mellem modning og nedgangs fasen.

forskudte PLC-forløb: et produkt kan på samme tidspunkt på forskellige markeder og i forskellige lande befinde sig i forskellige faser.

### Introduktionsfasen
Produktet er nyt og ikke særlig mange fra målgruppen kender produktet. Kunderne er præget af en pionerånd og salget er derfor lavt.
Mulig årsager til at forbrugerne holder sig tilbage :
- Oplevet risiko ved at prøve noget ukendt
- Høj Pris

Det kan derfor være en fordel at minimere disse to faktorer ved f.eks. at nedsætte prisen

### Vækstfasen
Nye kundegrupper kommer til, og salget stiger stærkere end i introduktionsfasen. Det øgede produktionsvolumen reducerer produktionsomkostningerne, hvilket medfører lavere salgpriser og øget salg. Samtidig øges reklameindsatsen, som trækker flere nye kunder. Indtjeningen stiger kraftigt, væksten når sit maksimum og nye konkurrenter bliver tiltrukket af den store vækst og indtjening.

### Modningsfasen
Produktet mister sin nyhedsværdi, og salgskurven begynder at flade ud, og der kommer langt færre nye kunder. Samtidig mister nogle kunderne fra introduktionsfasen interessen for at fortsætte med at købe produktet. Der konkurreres hårdt på prisen. Derudover dukker der nye "teknologiske gennembrud" op, og innovatorerne trækker væk. Salget begynder at stagnere og til sidst falde.

### Nedgangsfasen
Mange kunder har fundet et nyt produkt og køber det i stedet. Det faldende salg og den hårde priskonkurrence medfører, at nogle udbydere trækker sig ud af markedet, da indtjeningen så småt bliver negativ.

## Kritik
PLC-modellen er blevet kritiseret for ikke at gælde for alle produkters livsforløb, da nogle produkter allerede kendes af forbrugerne, og der derfor ikke er brug for en introduktion. Der kan også tale om er modepræget produkt hvor salget stiger voldsom og falder hurtigt igen, hvorfor der ikke er nogen modningsfase, som beskrevet i PLC-modellen.